# Johann Valentin Meder
Johann Valentin Meder (Wasungen, waarschijnlijk 1649 (gedoopt 3 mei 1649) - het toen Zweedse Riga, juli 1719) was een Zweeds-Duits componist, organist, zanger en cantor.

## Biografie
Meder werd geboren in Wasungen, Thüringen in een muzikale familie. Zijn vader en vier broers waren allemaal organisten of cantors. Naar verluidt verhuisde hij in 1666 naar Leipzig en begon hij daar in 1669 zijn studie theologie aan de universiteit in 1669.
In 1670 verliet Meder Leipzig om verder te studeren aan de universiteit van Jena. Omdat hij daar geen plek aan de universiteit kreeg, werd hij zanger in de hofkapel van hertog Ernst I van Saksen-Gotha.
Hij was werkzaam als hofzanger in Gotha in 1671, Bremen in 1672-1673, Hamburg in 1673 en Kopenhagen en Lübeck, waar hij in 1674 Buxtehude ontmoette, wiens werk Meders eigen geestelijke composities beïnvloedde. Van 1674 tot 1680 was hij cantor in Reval. Na een verblijf in Riga volgde hij in 1685-1686 Balthasar Erben op als kapelmeester aan de Mariakerk in het toenmalige Danzig. In 1698 weigerde het stadsbestuur van Danzig een uitvoering van zijn opera Die wiederverehligte Coelia toe te staan. Hij liet het in plaats daarvan opvoeren in een nabijgelegen stad, wat leidde tot zijn ontslag. Na een korte aanstelling als cantor aan de kathedraal van het toenmalige Königsberg ging hij in 1700 terug naar Riga, waar hij cantor was tot zijn overlijden in 1719.